# Portrait de Jacopo Strada
Le Portrait de Jacopo Strada est une huile sur toile datée de 1567-1568 représentant le bibliothécaire de la cour Jacopo Strada par Titien, aujourd'hui au Kunsthistorisches Museum de Vienne.

## Description
Strada n'était pas seulement un gardien officiel de livres, mais avait aussi beaucoup d'autres qualités. Ce portrait le dépeint dans son étude entouré par les objets démontrant ses connaissances. Il est représenté portant une chaîne en or, probablement décernée l'année précédente (1566) lorsqu'il a été nommé Antiquarius Caesareus par son employeur, l'empereur Maximilien II.
L'inscription en haut à droite indique : JACOBVUS DE STRADA CIVIS ROMANVS CAESS. ANTIQVARIVS ET COM. BELIC. UN: AETAT: LI: et C. M. D. L. XVI (Jacopo Strada, citoyen de Rome, antiquaire impérial et ministre, 51 ans en l'an 1566). Le tableau est signé en haut à gauche: TITIANVS F (ECIT). La lettre sur la table contient en outre les mots Titien Vecellio Venezia.
Un siècle plus tard cette peinture a été documentée dans le catalogue de David Teniers le Jeune comme appartenant à la collection d'art de l'archiduc Léopold Guillaume, en 1659, et à nouveau en 1673. 

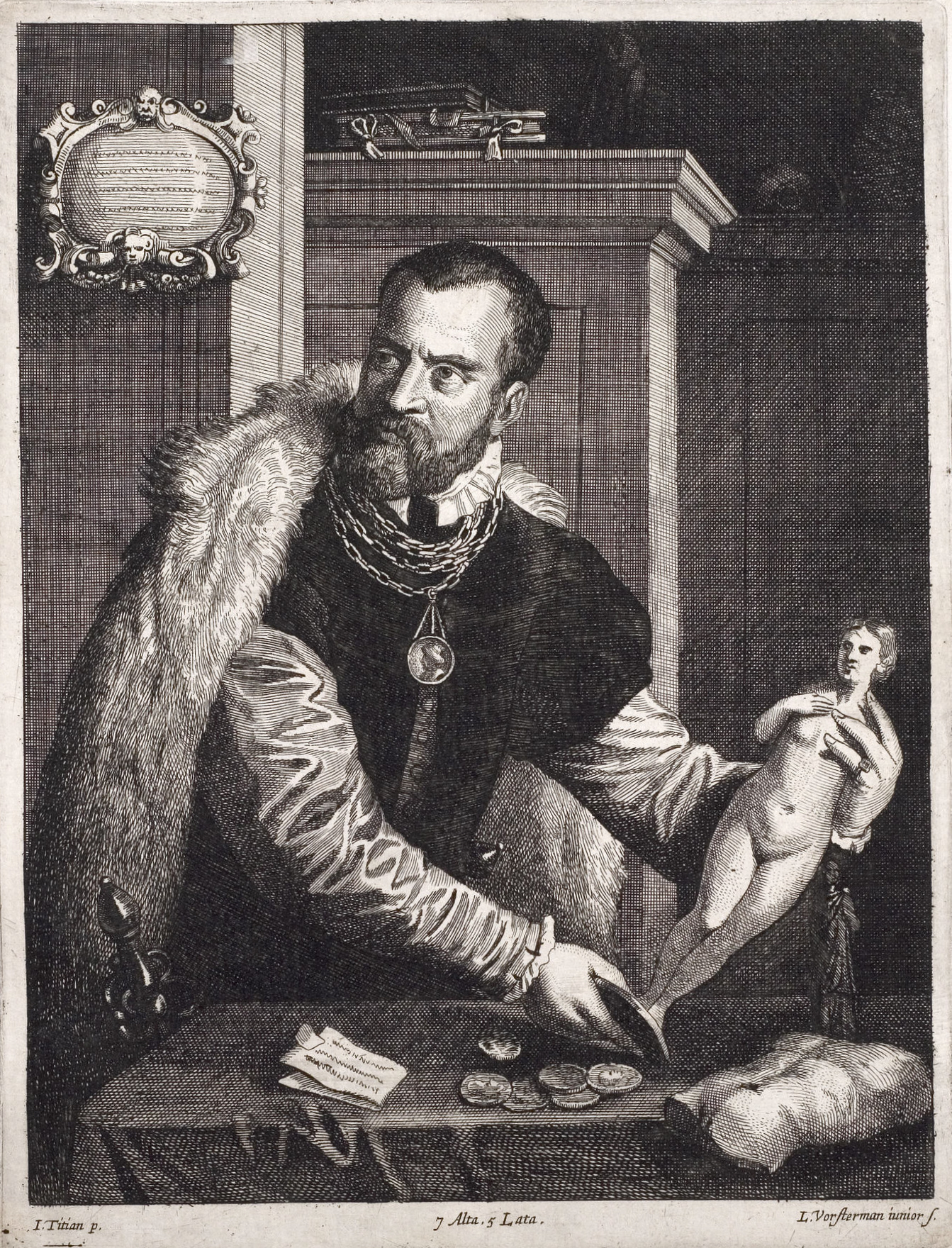
Gravure du catalogue de Teniers, par Lucas Vorsterman II, 1673
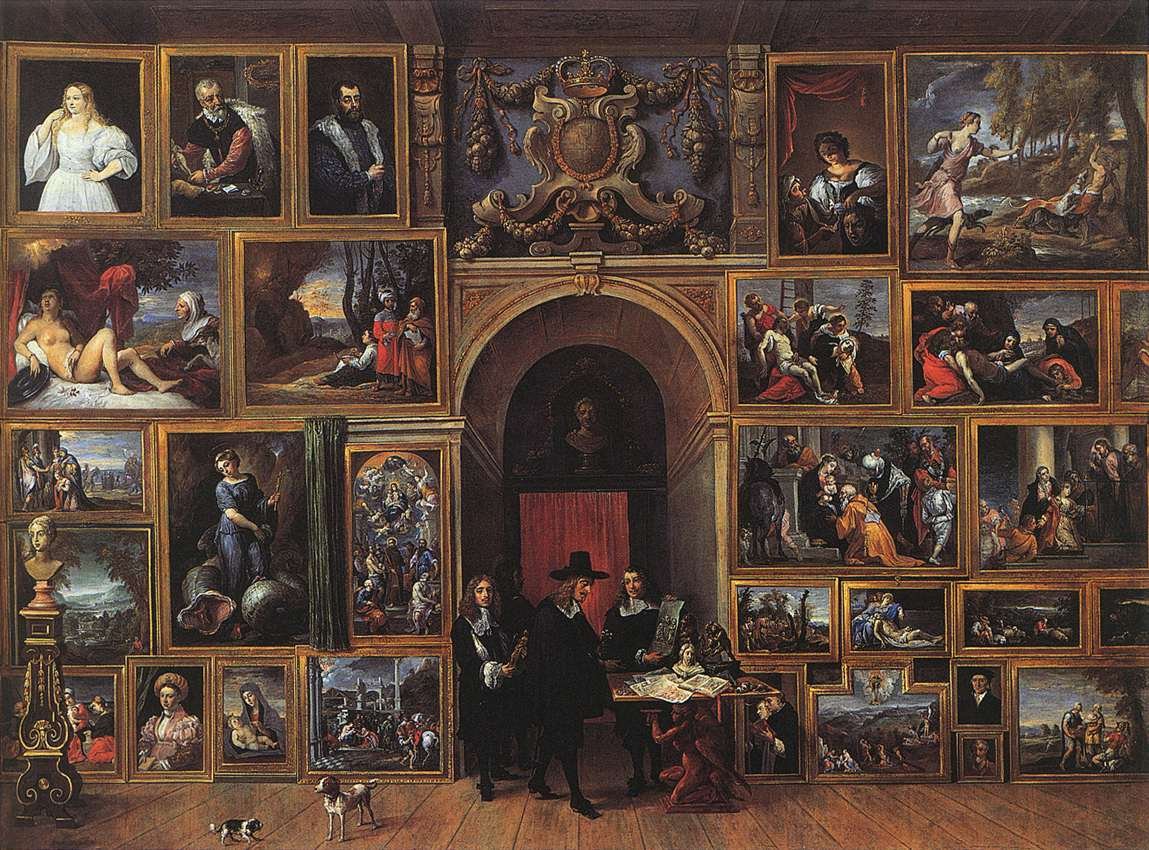
Galerie de l'archiduc Léopold Guillaume, Bruxelles, 1651
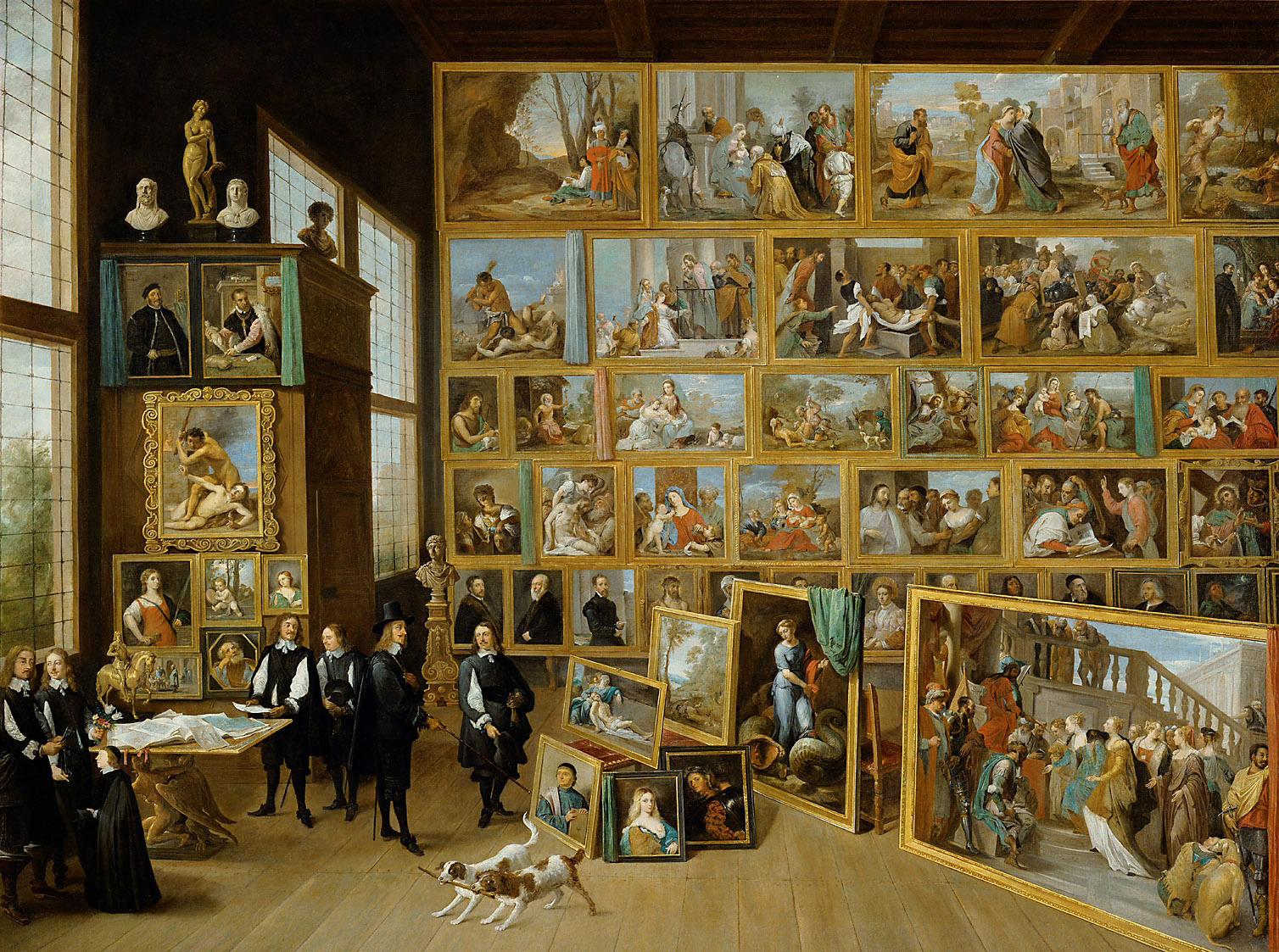
Galerie de l'archiduc Léopold Guillaume, Vienne, vers 1651
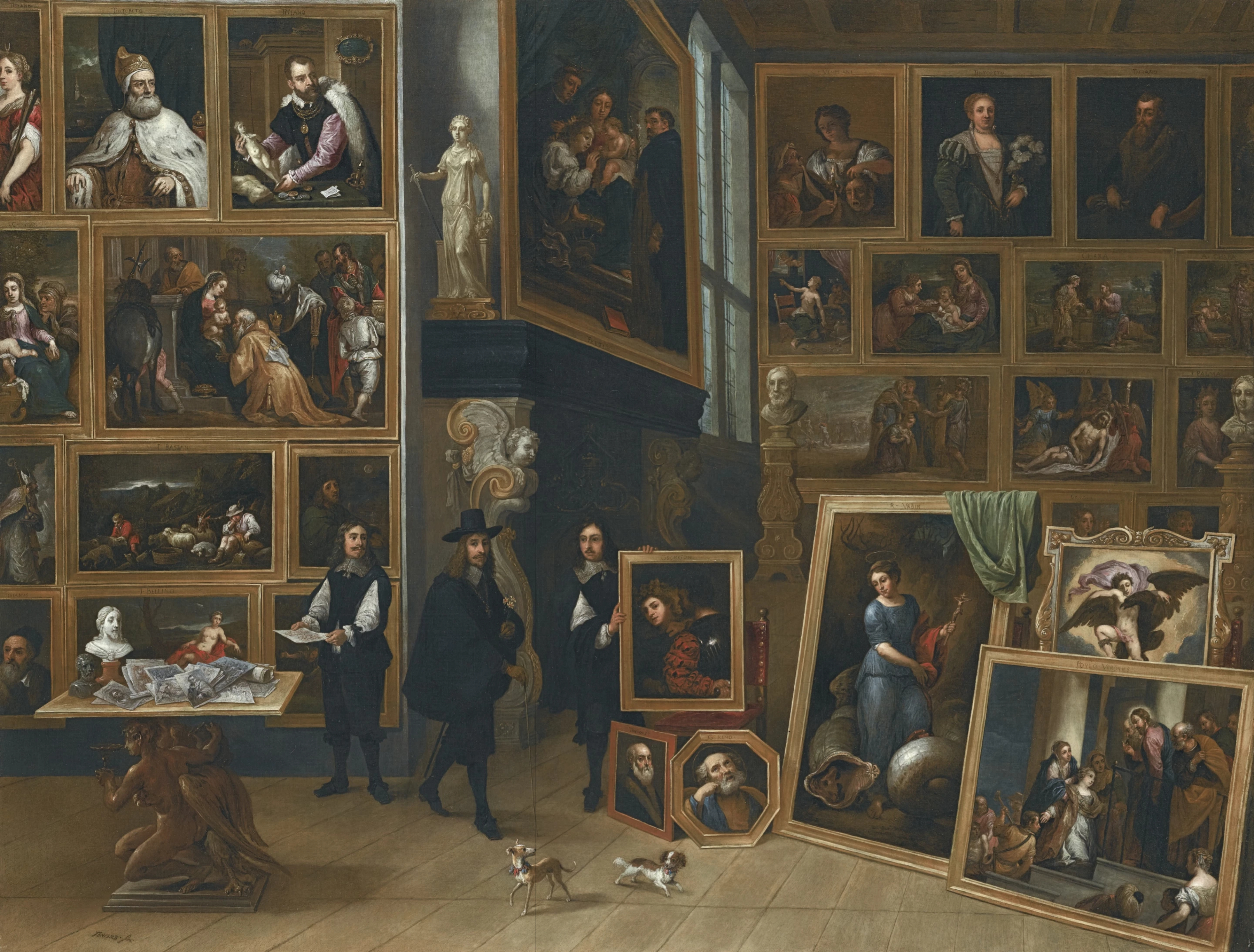
L'archiduc dans sa galerie, collection privée, années 1650
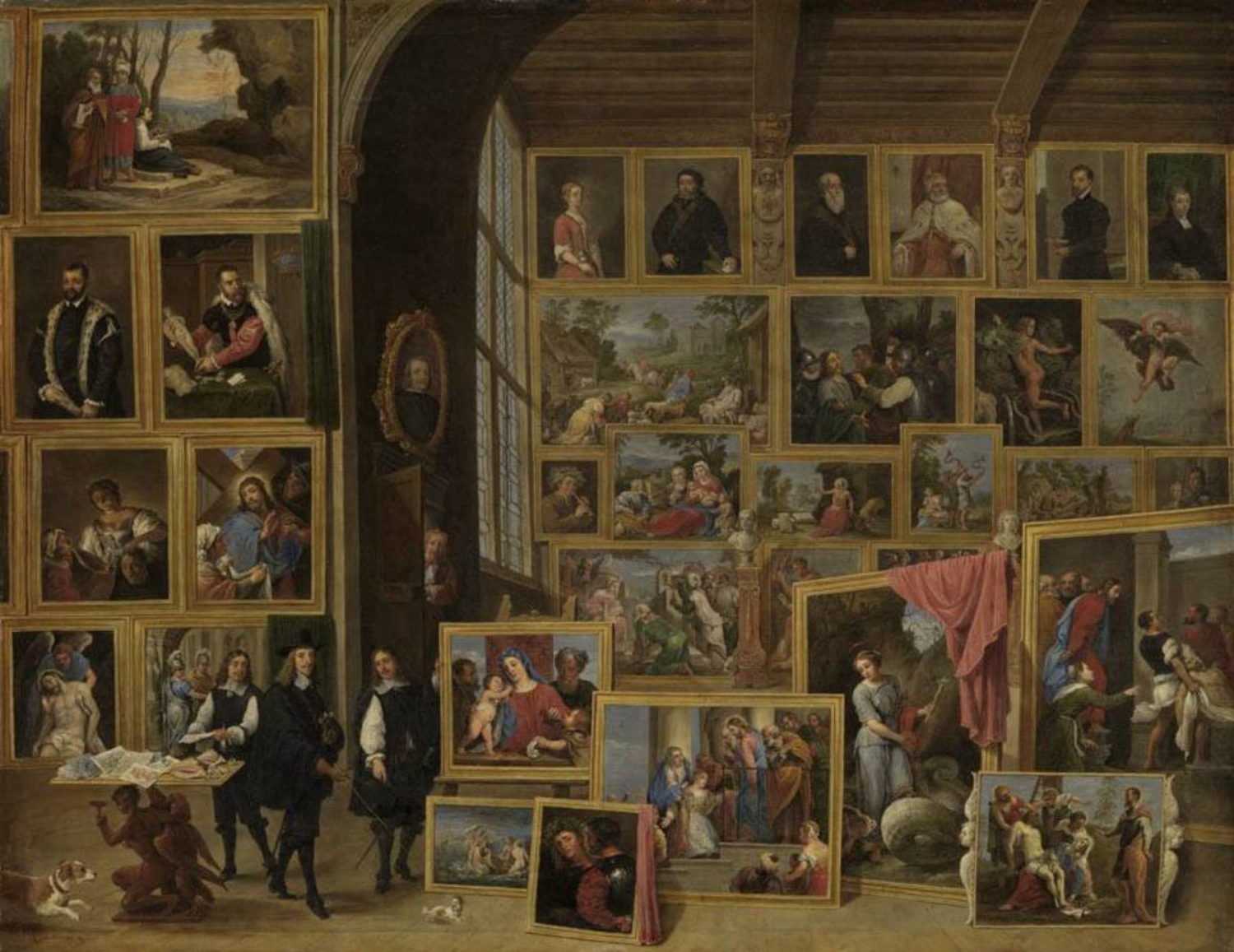
Galerie de l'archiduc Léopold (Bruxelles) par Teniers, après 1656